# Liste d'espèces d'amphibiens décrites entre 2001 et 2005
De nouvelles espèces vivantes sont régulièrement définies chaque année.
L'apparition d'une nouvelle espèce dans la nomenclature peut se faire de trois manières principales :
- découverte dans la nature d'une espèce totalement différente de ce qui est connu jusqu'alors,
- nouvelle interprétation d'une espèce connue qui s'avère en réalité être composée de plusieurs espèces proches mais bien distinctes. Ce mode d'apparition d'espèce est en augmentation depuis qu'il est possible d'analyser très finement le génome par des méthodes d'étude et de comparaison des ADN, ces méthodes aboutissant par ailleurs à des remaniements de la classification par une meilleure compréhension de la parenté des taxons (phylogénie). Pour ce type de création de nouvelles espèces, deux circonstances sont possibles : soit une sous-espèce déjà définie est élevée au statut d'espèce, auquel cas le nom, l'auteur et la date sont conservés, soit il est nécessaire de donner un nouveau nom à une partie de la population de l'ancienne espèce,
- découverte d'une nouvelle espèce par l'étude plus approfondie des spécimens conservés dans les musées et les collections.

Ces trois circonstances ont en commun d'être soumises au problème du nombre de spécialistes mondiaux compétents capables de reconnaître le caractère nouveau d'un spécimen. C'est une des raisons pour lesquelles le nombre d'espèces nouvelles chaque année, dans une catégorie taxinomique donnée, est à peu près constant. 
Pour bien préciser le nom complet d'une espèce, le (ou les) auteur(s) de la description doivent être indiqués à la suite du nom scientifique, ainsi que l'année de parution dans la publication scientifique. Le nom donné dans la description initiale d'une espèce est appelé le basionyme. Ce nom peut être amené à changer par la suite pour différentes raisons.
Dans la mesure du possible, ce sont les noms actuellement valides qui sont indiqués, ainsi que les découvreurs, les pays d'origine et les publications dans lesquelles les descriptions ont été faites.

## 2001

### Espèces vivantes décrites en 2001

#### Anoures
- Bufo chavin Lehr, Köhler, Aguilar et Ponce, 2001

Bufonidé découvert au Pérou.
- Eleutherodactylus anthrax Lynch, 2001

Leptodactylidé.
- Eleutherodactylus duende Lynch, 2001

Leptodactylidé.
- Eleutherodactylus ibischi Reichle, Lötters et De la Riva, 2001

Leptodactylidé.
- Eleutherodactylus quidditus Lynch, 2001

Leptodactylidé.
- Eleutherodactylus simulans Diaz et Fong, 2001

Leptodactylidé découvert à Cuba.
- Polypedates fastigo Menamendra-Arachchi et Pethiyagoda, 2001

Rhacophoridé.
- Polypedates pingbianensis Kou, Hu et Gao, 2001

Rhacophoridé.
- Hyla ravida Caramaschi, Napoli et Bernardes, 2001

Hylidé.
- Scinax jolyi Lescure et Marty, 2001

Hylidé découvert en Guyane française (endémique).
- Osteocephalus exophthalmus Smith et Noonan, 2001

Hylidé découvert en Guyana.

#### Urodèles
- Batrachoseps gavilanensis Jockusch, Wake et Yanev, 2001

Pléthodontidé.
- Batrachoseps incognitus Jockusch, Yanev et Wake, 2001

Pléthodontidé.
- Batrachoseps luciae Jockusch, Yanev et Wake, 2001

Pléthodontidé.
- Batrachoseps minor Jockusch, Yanev et Wake, 2001

Pléthodontidé.
- Bolitoglossa anthracina Brame, Savage, Wake et Hanken, 2001

Pléthodontidé.
- Bolitoglossa hiemalis Lynch, 2001

Pléthodontidé.
- Bolitoglossa lozanoi Acosta-Galvis et Restrepo, 2001

Pléthodontidé.
- Eurycea waterlooensis Hillis, Chamberlain, Wilcox et Chippindale, 2001

Pléthodontidé.
- Pseudoeurycea aquatica, 2001

Pléthodontidé.
- Pseudoeurycea lynchi, 2001

Pléthodontidé.
- Pseudoeurycea naucampatepetl, 2001

Pléthodontidé.
- Thorius papaloae, 2001

Pléthodontidé.

### Accès au rang d'espèce (2001)
- Triturus pygmaeus (Wolterstorff, 1905)

Salamandridé endémique de la péninsule ibérique considéré auparavant comme une sous-espèce de Triturus marmoratus.

### Espèces fossiles (2001)
- Platymantis megabotoniviti Worthy, 2001

Ranidé découvert dans le Pléistocène des Fidji.

## 2002

### Espèces décrites en 2002

#### Anoures
- Philautus cardamonus Ohler, Swan et Daltry, 2002

Rhacophoridé.
- Hyla rhythmicus Señaris et Ayarzagüena, 2002

Hylidé.
- Stefania ackawaio MacCulloch et Lathrop, 2002

Hylidé.
- Paa yei Chen, Qu et Jiang, 2002

Ranidé.
- Churamiti maridadi Channing et Stanley, 2002

Bufonidé.
- Cacosternum karooicum Boycott, de Villiers et Scott, 2002

Petropédétidé découvert dans la province du Cap, en Afrique du Sud.
Source : Zoonomen.

#### Urodèles
- Lineatriton orchimelas Brodie, Mendelson et Campbell, 2002

Pléthodontidé découvert au Mexique.
- Lineatriton orchileucos Brodie, Mendelson et Campbell, 2002

Pléthodontidé découvert au Mexique.
- Desmognathus folkertsi, Camp, Tilley, Austin et Marshall, 2002

Pléthodontidé
- Batrachoseps robustus Wake, Yanev et Hansen, 2002

Pléthodontidé
- Bolitoglossa alberchi, Garcia-París, Parra-Olea, Brame et Wake, 2002

Pléthodontidé
- Bolitoglossa guaramacalensis, Schargel, Garcia-Pérez et Smith, 2002

Pléthodontidé
- Bolitoglossa oaxacensis, Parra-Olea, Garcia-París et Wake, 2002

Pléthodontidé
- Bolitoglossa zapoteca, Garcia-París, Parra-Olea, Brame et Wake, 2002

Pléthodontidé
- Paramesotriton laoensis Stuart et Papenfuss, 2002

Salamandridé découvert au Laos.

## 2003

### Espèces décrites en 2003
- Nasikabatrachus sahyadrensis Biju et Bossuyt, 2003

Espèce de nasikabatrachidé (nouvelle famille), découverte dans l'État de Kerala en Inde.
- Eleutherodactylus adelus Diaz, Cadiz, et Hedges, 2003

Leptodactylidé découvert à Cuba
- Eleutherodactylus adercus Lynch, 2003

Leptodactylidé.
- Eleutherodactylus batrachites Lynch, 2003

Leptodactylidé.
- Eleutherodactylus corniger Lynch et Suárez-Mayorga, 2003

Leptodactylidé.
- Eleutherodactylus cuentasi Lynch, 2003

Leptodactylidé.
- Bufo crocus Wogan, Win, Thin, Lwin, Shein, Kyi et Tun, 2003

Bufonidé découvert au Myanmar.
- Chirixalus punctatus Wilkinson, Win, Thin, Lwin, Shein et Tun, 2003

Rhacophoridé découvert au Myanmar.
- Philautus tuberohumerus Kuramoto et Joshy, 2003

Rhacophoridé.
- Philautus similipalensis Dutta, 2003

Rhacophoridé.
- Philautus luteolus Kuramoto et Joshy, 2003

Rhacophoridé.
- Hyla sibilata Cruz, Pimenta et Silvano, 2003

Hylidé.
- Hyla tapichalaca Kizirian, Coloma et Paredes-Recalde, 2003

Hylidé.
- Boophis liami Vallan, Vences et Glaw, 2003

Mantellidé.
- Mantidactylus salegy Andreone, Aprea, Vences et Odierna, 2003

Mantellidé découvert à Madagascar.
- Hylarana aurata (Günther, 2003)

Ranidé.
- Sooglossus pipilodryas Gerlach et Willi, 2003

Sooglossidé découvert dans l'île Silhouette aux Seychelles.
- Desmognathus abditus Anderson et Tilley, 2003

Pléthodontidé
- Eurycea chamberlaini Harrison et Guttman, 2003

Pléthodontidé
- Pseudoeurycea amuzga, 2003

Pléthodontidé
- Pseudoeurycea aurantia, 2003

Pléthodontidé
- Pseudoeurycea tlilicxitl, 2003

Pléthodontidé

## 2004

### Espèces décrites en 2004

#### Aromobatidae
- Allobates craspedoceps (Duellman, 2004)
- Allobates pittieri (La Marca, Manzanilla et Mijares-Urrutia, 2004)
- Anomaloglossus triunfo (Barrios-Amorós, Fuentes-Ramos et Rivas, 2004)
- Anomaloglossus wothuja (Barrios-Amorós, Fuentes-Ramos et Rivas, 2004)

#### Arthroleptidés
- Cardioglossa alsco Herrnann, Herrmann, Schmitz et Böhme, 2004

#### Leptodactylidés
- Eleutherodactylus esmeraldas Guayasamin, 2004
- Eleutherodactylus galacticorhinus Canseco-Marquez et Smith, 2005

#### Rhacophoridés
- Philautus petilus Stuart et Heatwole, 2004

#### Hylidés
- Litoria auae Menzies et Tyler, 2004
- Litoria bibonius Kraus et Allison, 2004
- Litoria rubrops Kraus et Allison, 2004

#### Bufonidés
- Bufo achavali Maneyro, Arrieta et de Sa, 2004

#### Amphignathodontidés
- Gastrotheca atympana Duellman, Lehr, Rodriguez et von May, 2004
- Gastrotheca zeugocystis Duellman, Lehr, Rodriguez et von May, 2004

### Accession au rang d'espèce (2004)
- Lyciasalamandra  helverseni (Pieper, 1963)

Salamandridé de Grèce. Considéré antérieurement comme une sous-espèce de Mertensiellea luschani.

## 2005

### Espèces décrites en 2005

#### Anoures
- Scinax aromothyella Faivovich, 2005

Hylidé découvert en Argentine
- Philautus asankai Meegaskumbura et al., 2005

Rhacophoridé découvert au Sri-Lanka
- Bufo apolobambicus De la Riva, Rios et Aparicio, 2005

Bufonidé découvert dans las Andes de Bolivie
- Bufo multiverrucosus Lehr, Pramuk et Lundberg, 2005

Bufonidé découvert au Pérou.
- Bufo defensor Meylan, 2005[6].
- Oreophrynella weiassipuensis Señaris, DaNascimiento et Villarreal, 2005

Bufonidé découvert en Guyana.
- Eleutherodactylus aniptopalmatus Duellman et Hedges, 2005

Leptodactylidé
- Eleutherodactylus bipunctatus Duellman et Hedges, 2005

Leptodactylidé
- Eleutherodactylus campbelli Smith, 2005

Leptodactylidé

#### Urodèles
- Calotriton arnoldi Carranza et Amat, 2005

Salamandridé découvert en 1979 dans la réserve naturelle de Montseny, en Catalogne (Espagne). Cette population était considérée auparavant comme appartenant au triton des Pyrénées (Calotriton asper).
- Tylototriton vietnamensis Böhme, Schöttler, Nguyen et Köhler, 2005

Salamandridé.
- Karsenia koreana Min, Yang, Bonett, Vieites, Brandon et Wake, 2005

Pléthodontidé découvert en Corée.
- Plethodon asupak, 2005

### Accès au rang d'espèce (2005)
- Ommatotriton ophryticus (Berthold, 1846)

Salamandridé décrit comme espèce (Triton ophryticus) par Berthold en 1846, puis longtemps considéré comme une sous-espèce d'Ommatotriton vittatus. Élevé au rang d'espèce par implication par Litvinchuk et al..